# 2106-os mellékút (Magyarország)
A 2106-os számú mellékút egy közel 42 kilométer hosszú, négy számjegyű mellékút részben Pest, részben Nógrád vármegye területén, a Cserhát hegység és a Gödöllői-dombság határvidékén. Vác belvárosát köti össze Aszód térségével. Kezdő- és végpontja is Pest vármegye területére esik, mindössze két települést érint Nógrádban.

## Nyomvonala
Eredetileg a 2-es főútból ágazott ki, nem sokkal annak 34. kilométere előtt, a Rádi úttal. Feltehetőleg amiatt, mert a Rádi út szintben keresztezi a váci vasútállomás állomási térségét, ahol itt már három vágányon kell átkelnie (a Budapest–Szob-vasútvonal kettő illetve a Budapest–Vácrátót–Vác-vasútvonal egy vágánya keresztezi), az ebből fakadó magasabb balesetveszély (sokszor csukva levő fénysorompó) miatt, illetve a váci buszpályaudvar elhelyezésére való tekintettel helyezték az út kezdeti szakaszát más nyomvonalra.
Jelenleg a 2106-os számmal jelölt országos közút a 21 117-es útból (a Kosdi útból) ágazik ki délkelet felé, a szobi vasútvonal nyomvonalával párhuzamosan, neve ezen a szakaszon Deákvári fasor. Nagyjából 1,2 kilométer után éri el a Rádi út nyomvonalát, majd ráfordul arra, onnantól az eredeti nyomvonalon halad, többé-kevésbé keleti irányban.
3+300-as kilométerszelvénye közelében találkozik az M2-es autóúttal, amely felett felüljárón halad át, nem sokkal annak a 39. kilométere előtt. (A csomópont ágai Budapest irányában a 20 418-as, Hont irányában a 20 416-os, Budapest felől letérve a 20 415-ös, Hont felől letérve pedig a 20 417-es útszámozást viselik.) Ugyanott ágazik ki belőle (lényegében az előbb említett 20 415-ös út egyenes folytatásaként) a 21 113-as út is, dél felé, Vácduka irányába. Nyolcadik kilométerénél éri el Rádot, kilencedik kilométere táján annak központját – ahol kiágazik belőle a falu délkeleti részébe vezető 21 118-as számú mellékút –, további három kilométer után pedig Pencet. Utóbbi település központja közelében ágazik ki belőle, a 12+500-as kilométer-szelvénye közelében a 2107-es út Keszeg-Alsópetény irányába.
Továbbhaladva, a 19. kilométerénél éri el Csővár első házait, a település lakott területének déli szélén halad el; 19+300-as kilométer-szelvénye közelében ágazik ki a faluközpontba vezető 21 121-es út. Itt egy darabig párhuzamosan húzódik a nyomvonala a Sinkár-patakéval, majd a 21. kilométerénél keresztezi azt. Pontosan a 24. kilométerénél, Acsa lakott területén keresztezi a Balassagyarmatot Aszóddal összekötő 2108-as utat, amely itt 35,5 kilométernél jár. Méterekkel arrébb keresztezi az Aszód–Balassagyarmat–Ipolytarnóc-vasútvonalat, nem sokkal ezután pedig a Galgát is.
A folytatásban néhány kilométer erejéig átlép Nógrád vármegye területére: a 31-32. kilométere között Erdőkürt település központjában halad, a 36. kilométerénél pedig eléri Kálló központját; kevéssel azelőtt beletorkollik északi irányból a 2137-es út Vanyarc felől, illetve kiágazik belőle kelet felé a 21 152-es út Erdőtarcsa–Nagykökényes felé. A 41+600-as szelvénye közelében ér véget, Pest vármegyébe visszatérve, Verseg településen. Itt a 2109-es útba csatlakozik bele, nem sokkal annak tizedik kilométere után.

## Települések az út mentén
- Vác
- Rád
- Penc
- Csővár
- Acsa
- Erdőkürt
- Kálló
- Verseg

## Története
1934-ben a kereskedelem- és közlekedésügyi miniszter 70 846/1934. számú rendelete a Vác és Acsa közti szakaszát harmadrendű főúttá nyilvánította, 204-es számozással. Kálló és Verseg közti szakasza is kiépült már addigra, és autóbusz-forgalmat is bonyolított; Acsa és Kálló között viszont (úgy tűnik) abban az időben még nem vezetett kiépített út (sőt, a további útépítést Acsa irányából nem Kálló, hanem Vanyarc felé tervezték).